# Кузнецов, Василий Дмитриевич (токарь)
Василий Дмитриевич Кузнецов (род. 7 января 1935, Воронежская область) — советский токарь, депутат Верховного Совета СССР 8-го и 9-го созывов (1970—1979), делегат XXIV съезда КПСС (1971), Герой Социалистического Труда (1976).

## Биография
Родился 7 января 1935 года в Воронежской области.
В 1954 году прибыл на Алтай на освоение целины. Был учётчиком-заправщиком горюче-смазочных материалов. В дальнейшем был призван в армию.
Служил в бомбардировочном полку. Из-за травмы ноги был уволен в запас и вернулся на родину, устроился работать токарем. По итогам работы в 8-й пятилетке он был награждён орденом Октябрьской Революции.
Указом Президиума Верховного Совета СССР от 4 марта 1976 года за большие успехи, достигнутые в досрочном выполнении заданий девятой пятилетки, принятых социалистических обязательств, и высокое качество выпускаемой продукции Кузнецову Василию Дмитриевичу присвоено звание Героя Социалистического Труда с вручением ордена Ленина и золотой медали «Серп и Молот».
Избирался депутатом Верховного Совета СССР 8-го и 9-го созывов (1970—1979), делегатом XXIV съезда КПСС (1971) и членом Орловского обкома партии.
В настоящее время Василий Дмитриевич проживает в Советском районе города Орёл. Является почётным гражданином города.